# Macropodia parva
Macropodia parva är en kräftdjursart som beskrevs av Van Noord och Adema 1985. Macropodia parva ingår i släktet Macropodia, och familjen Inachidae. Arten är reproducerande i Sverige.